# Суфизм в Азербайджане
Суфизм играл и играет значительную роль в духовной жизни Азербайджана. Это течение возникло в VIII веке на территории современного Ирака, но быстро распространилось по всему мусульманскому миру, включая Кавказ и Азербайджан. Начало распространения суфизма в Азербайджане относится к рубежу IX—X веков. Среди первых известных суфиев, проповедовавших на территории Азербайджана были: Абу Хусейн Дундари-Ширази (X в.), Хусейн ибн Йаздинйар (X в.), Абу Хасан, Абу Зура (ум. в 1024 г.), Абу Аббас (XI в.), Абу Саид Абд аль-Бакуви (X—XI вв.), братья Али ибн Мухаммед ибн Абдулла Бакуви (ум. в 1050—1051 г.) и Хусейн Ширвани (ум. в 1074 г.), Абу Аббас Ахмед и другие. Суфизм оказал глубокое влияние на культуру, искусство и литературу Азербайджана.
В течение длительного времени традиционной формой суфизма в Азербайджане был интеллектуально-мистический гностицизм (ирфан). Шахиншах Ирана Исмаил I возвёл его в ранг государственной идеологии.

## Суфийские тарикаты в Азербайджане
Развитие суфизма в Азербайджане привело к тому, что в XII веке Азербайджан превратился в своеобразный центр тарикатов. Такие суфийские течения как: сухравердизм, хуруфизм , захидизм, сефевиизм, хальватизм зародились в Азербайджане в то время и впоследствии распространились по всему исламскому миру.

### Тарикаты, действовавшие на территории Азербайджана
- Сухравардийа
- Халватийа
- Сафавийа
- Хуруфийа
- Йасавийа
- Накшбандийа
- Накшбандийа-муджаддидийа
- Бекташийа
- Халидийа[2]

## Известные суфии, жившие на территории современного Азербайджана

### Баба Кухи Ширази
Одним из известных персидских ученых и суфиев живших в Ширване (территория современного Азербайджана) был Баба Кухи Ширази (940—1050). По утверждению азербайджанских исследователей он родился в Баку (согласно М. Кашеффу, возможно родился в Ширазе), долгое время жил в Нишапуре и Ширазе, и прожил более ста лет. Ширази является автором одного из древнейших суфийских диванов (сборников поэзии) и таких произведений, как «Ахбар аль-арифин» («Сказания мудрецов»), «Ахбар аль-гафилин» («Сказания беспечных»), «Бадаят хал аль-Халладж» («Книга о Халладже»). В конце жизни Ширази вел отшельническое существование в одной из пещер в горах Шираза.
С именем Баба Кухи Ширази связано распространение на территории Азербайджана шиитского варианта суфизма (ирфана).

### Бакуви, Сейид Яхья
Сейид Яхья Бакуви был выдающимся суфийским шейхом и философом. Его жизнь и деятельность оставили глубокий след в истории суфизма как на Кавказе, так и в исламском мире. Он признан одним из наиболее видных представителей суфийского ордена Халватийя в Азербайджане. 2013 год был объявлен ЮНЕСКО  годом Сейида Яхья Бакуви.

## Архитектурные и исторические памятники суфизма

### Ханаки
До наших дней в Азербайджане сохранились следующие ханаки: Пир Мардякан в с. Гекляр Шемахинского района, Пир-Хусейн на р. Пирсаатчай (XII—XIII вв.), Гыз галасы (Девичья крепость) в Исмаилинском р-не (XII в.).

### Мавзолеи и усыпальницы

#### Мавзолей Сейида Яхья Бакуви
В Баку, во  дворце Ширваншахов находится мавзолей Сейида Яхья Бакуви.

#### Келеханские мавзолеи
К югу от азербайджанского города Шемаха находится небольшое зеленое село Келехана. Рядом с селом расположено обширное пустое поле, на котором находятся Келеханские мавзолеи.
Здесь захоронены члены суфийского ордена «Чилкейские шейхи». Изначально массивных каменных строений в виде восьмигранников было девять, но теперь их осталось восемь, причем одно из них полуразрушено. Суфии создали эти мавзолеи с большим вниманием к деталям.
Комплекс был построен в XVII веке, о чем свидетельствует надпись на портале стены одного из мавзолеев, указывающая на 1663—1664 годы и мастера по имени Абдул Азим. В ордене «Чилкейских шейхов» не было принято украшать стены мавзолеев надписями, цитатами из Корана или религиозными символами, за исключением имени погребенного и информативных табличек, которые служили данью творческому тщеславию зодчего.

#### Усыпальница шейха Захида Гиляни
В Ленкоранском районе Азербайджана в селении Шихакеран находится усыпальница шейха Захида Гиляни.